# Ciniko
Ciniko är ett vattendrag i Burundi.   Det ligger i provinsen Muyinga, i den norra delen av landet, 160 kilometer nordost om huvudstaden Bujumbura.
Omgivningarna runt Ciniko är en mosaik av jordbruksmark och naturlig växtlighet. Runt Ciniko är det ganska tätbefolkat, med 207 invånare per kvadratkilometer.